# Brækfilmen
Brækfilmen er en eksperimentalfilm fra 1963 instrueret af Poul Gernes.

## Handling
En mand fylder munden med havregrød og vand og så "BRVDR", så brækker han sig ud over gulvet og skægget bliver smurt helt ind. Filmen består af flere stumper, formentlig filmet af forskellige deltagere.